# Prva hrvatska nogometna liga (2000/2001)
Sezon 2000/2001 był 10. edycją rozgrywek o mistrzostwo Chorwacji. W pierwszej fazie rozgrywek rywalizowało 12 drużyn w jednej grupie. W drugiej rundzie 6 najlepszych zespołów walczyło o tytuł mistrzowski, natomiast pozostałe 6 najsłabszych ekip broniło się przed spadkiem. Tytułu nie obroniła drużyna Dinamo Zagrzeb. Nowym mistrzem Chorwacji został zespół Hajduk Split. Tytuł króla strzelców zdobył Tomislav Šokota, który w barwach klubu Dinamo Zagrzeb strzelił 20 goli.

## 1. runda
| Lp. | Drużyna                 | M  | Z  | R  | P  | Bramki | Bramki | Różn. | Pkt | Uwagi |
| --- | ----------------------- | -- | -- | -- | -- | ------ | ------ | ----- | --- | ----- |
| 1   | Dinamo Zagrzeb          | 22 | 13 | 7  | 2  | 49     | 23     | +26   | 46  |       |
| 2   | NK Osijek               | 22 | 13 | 5  | 4  | 49     | 28     | +21   | 44  |       |
| 3   | Hajduk Split            | 22 | 12 | 5  | 5  | 39     | 16     | +23   | 41  |       |
| 4   | NK Zagreb               | 22 | 10 | 4  | 8  | 43     | 38     | +5    | 34  |       |
| 5   | Varteks Varaždin        | 22 | 8  | 8  | 6  | 42     | 36     | +6    | 32  |       |
| 6   | Slaven Belupo           | 22 | 8  | 8  | 6  | 28     | 23     | +5    | 32  |       |
|     |                         |    |    |    |    |        |        |       |     |       |
| 7   | Međimurje Čakovec       | 22 | 7  | 6  | 9  | 19     | 28     | −9    | 27  |       |
| 8   | HNK Šibenik             | 22 | 7  | 5  | 10 | 21     | 30     | −9    | 26  |       |
| 9   | Hrvatski Dragovoljac    | 22 | 6  | 5  | 11 | 28     | 45     | −17   | 23  |       |
| 10  | Cibalia Vinkovci        | 22 | 3  | 11 | 8  | 23     | 38     | −15   | 20  |       |
| 11  | HNK Rijeka              | 22 | 5  | 4  | 13 | 17     | 32     | −15   | 19  |       |
| 12  | Marsonia Slavonski Brod | 22 | 4  | 4  | 14 | 28     | 49     | −21   | 16  |       |

## 2. runda

### Grupa mistrzowska
| Lp. | Drużyna          | M  | Z  | R  | P  | Bramki | Bramki | Różn. | Pkt | Uwagi                                        |
| --- | ---------------- | -- | -- | -- | -- | ------ | ------ | ----- | --- | -------------------------------------------- |
| 1   | Hajduk Split (M) | 32 | 20 | 6  | 6  | 66     | 23     | +43   | 66  | Liga Mistrzów UEFA • II runda kwalifikacyjna |
| 2   | Dinamo Zagrzeb   | 32 | 19 | 8  | 5  | 70     | 36     | +34   | 65  | Puchar UEFA • Runda kwalifikacyjna           |
| 3   | NK Osijek        | 32 | 17 | 6  | 9  | 61     | 47     | +14   | 57  | Puchar UEFA • Runda kwalifikacyjna           |
| 4   | Varteks Varaždin | 32 | 12 | 9  | 11 | 56     | 56     | 0     | 45  | Puchar UEFA • Runda kwalifikacyjna           |
| 5   | Slaven Belupo    | 32 | 11 | 11 | 10 | 39     | 37     | +2    | 44  | Puchar Intertoto • I runda                   |
| 6   | NK Zagreb        | 32 | 11 | 5  | 16 | 51     | 58     | −7    | 38  | Puchar Intertoto • I runda                   |

### Grupa spadkowa
| Lp. | Drużyna                 | M  | Z  | R  | P  | Bramki | Bramki | Różn. | Pkt | Uwagi              |
| --- | ----------------------- | -- | -- | -- | -- | ------ | ------ | ----- | --- | ------------------ |
| 7   | HNK Šibenik             | 32 | 12 | 7  | 13 | 40     | 40     | 0     | 43  |                    |
| 8   | Međimurje Čakovec       | 32 | 10 | 9  | 13 | 28     | 37     | −9    | 39  |                    |
| 9   | Cibalia Vinkovci        | 32 | 5  | 18 | 9  | 31     | 45     | −14   | 33  |                    |
| 10  | HNK Rijeka              | 32 | 9  | 6  | 17 | 30     | 44     | −14   | 33  |                    |
| 11  | Hrvatski Dragovoljac    | 32 | 8  | 9  | 15 | 35     | 57     | −22   | 33  |                    |
| 12  | Marsonia Slavonski Brod | 32 | 7  | 8  | 17 | 41     | 68     | −27   | 29  | baraż o utrzymanie |